# Joaquín Blanco Roca
Joaquín Blanco Roca (Las Palmas de Gran Canaria, 22 de noviembre de 1957) es un deportista español que compitió en vela en la clase Finn.
Ganó dos medallas en el Campeonato Mundial de Finn, oro en 1977 y plata en 1978, y dos medallas en el Campeonato Europeo de Finn, oro en 1977 y plata en 1978. Participó en los Juegos Olímpicos de Los Ángeles 1984, ocupando el cuarto lugar en la clase Finn.

## Palmarés internacional
| \| Campeonato Mundial \| Campeonato Mundial \| Campeonato Mundial \| Campeonato Mundial \| \| Año \| Lugar \| Medalla \| Clase \| \| ------------------ \| -------------------- \| ------------------ \| ------------------ \| \| 1977 \| Palamós ( España) \| Medalla de oro \| Finn \| \| 1978 \| Manzanillo ( México) \| Medalla de plata \| Finn \| \| Campeonato Europeo \| \| \| \| \| Año \| Lugar \| Medalla \| Clase \| \| 1977 \| Estambul ( Turquía) \| Medalla de oro \| Finn \| \| 1978 \| Marstrand ( Suecia) \| Medalla de plata \| Finn \| |                      |                  |       |
| Campeonato Mundial |                      |                  |       |
| Año | Lugar                | Medalla          | Clase |
| 1977 | Palamós ( España)    | Medalla de oro   | Finn  |
| 1978 | Manzanillo ( México) | Medalla de plata | Finn  |
| Campeonato Europeo |                      |                  |       |
| Año | Lugar                | Medalla          | Clase |
| 1977 | Estambul ( Turquía)  | Medalla de oro   | Finn  |
| 1978 | Marstrand ( Suecia)  | Medalla de plata | Finn  |